# Nationale Mediatheek Trofee
De Nationale Mediatheek Trofee is een Nederlands leesbevorderingsproject van Stichting Lezen, uitgevoerd door Passionate Bulkboek. De trofee wordt jaarlijks toegekend aan de meest aantrekkelijke leesomgeving voor jongeren op scholen in het voortgezet onderwijs.

## Geschiedenis
De voorloper van de Nationale Mediatheek Trofee was de Prijs voor de Beste Leesomgeving, die in 2011 in het leven werd geroepen door Stichting Lezen en Passionate Bulkboek. Doel was het bevorderen van een prettige leesomgeving voor leerlingen in het voortgezet onderwijs.. Leerlingen, docenten en mediathecarissen konden hun school nomineren. Een jury bepaalde vervolgens de eerste prijs en de tweede prijs. De winnende mediatheken kregen een boekenpakket van 1.000 resp. 500 euro. De Prijs voor de Beste Leesomgeving werd tussen 2011 en 2015 jaarlijks uitgereikt. In 2016 is de prijs voortgezet als de Nationale Mediatheek Trofee.

## De wedstrijd
De Nationale Mediatheek Trofee wordt sinds 2016 elk jaar uitgereikt en heeft als doel het belang van een goede leesomgeving op school onder de aandacht te brengen bij leerlingen, docenten en mediathecarissen.
Leerlingen en docenten kunnen hun schoolbibliotheek of mediatheek nomineren door foto’s in te sturen met hun argumentatie. Een vakjury kiest uit de inzendingen de drie beste leesomgevingen. Op basis van het verslag van een journalist die de genomineerde scholen bezoekt wordt de winnaar bepaald. De winnende school krijgt een boekenpakket ter waarde van € 1000,-. De tweede prijs is een cheque ter waarde van € 750,- om de leesomgeving verder te ontwikkelen. De derde prijs bestaat uit een interieuradviescheque ter waarde van € 500,-.
In 2018 is daarnaast een jaarlijkse verkiezing van de Mediathecaris van het Jaar ingesteld. Leerlingen, docenten en andere gebruikers van mediatheken kunnen hun mediathecaris nomineren. De mediathecaris met meeste stemmen is de winnaar en krijgt een literair uitstapje naar eigen keuze.

## Nationale Mediatheek Trofee
- 2016: 1. Rijnlands Lyceum, Sassenheim 2. Farel College, Amersfoort
- 2017: 1. RSG Magister Alvinus, Sneek 2. Alfa College (locatie Kluiverboom), Groningen 3. Wolfert Tweetalig, Rotterdam
- 2018: 1. Farel College, Amersfoort 2. Buitenhout College, Almere 3. CSG Reggesteyn, Nijverdal
- 2019: 1. Markland College, Oudenbosch 2. Alfa College Kluiverboom, Groningen 3. Johannes Fontanus College, Barneveld
- 2020: Maaswaal College in Wijchen. Overige genomineerden: Veluws College Walterbosch in Apeldoorn en Martinuscollege in Grootebroek
- 2025: Praktiq in Goes. Overige genomineerden: Barlaeus Gymnasium in Amsterdam en het Etty Hillesum Lyceum/Het Vlier in Deventer[5]

## Mediathecaris van het Jaar
- 2018: Felicity Franke (CSG Buitenveldert, Amsterdam)
- 2019: Henk Pater (Van Lodenstein College, Amersfoort)
- 2020: Bart Vervaecke (Maaswaal College in Wijchen)